# Nhà thờ Hồi giáo Sultan Ahmed
Nhà thờ Hồi giáo Sultan Ahmed (tiếng Thổ Nhĩ Kỳ: Sultanahmet Camii) là một nhà thờ Hồi giáo lịch sử tại Istanbul, thành phố lớn nhất Thổ Nhĩ Kỳ và kinh đô của Đế quốc Ottoman (1453-1923). Nhà thờ Hồi giáo này thường được gọi là Thánh đường Xanh do gạch màu xanh ốp tường và nội thất của nó.
Nó được xây dựng giữa giai đoạn năm 1609 và 1616, dưới triều vua Ahmed I. Cũng giống như nhiều nhà thờ Hồi giáo khác, nó cũng bao gồm một ngôi mộ của người sáng lập, một madrasah và một hospice. Trong khi vẫn còn được sử dụng như một nhà thờ Hồi giáo, Thánh đường Hồi giáo Sultan Ahmed cũng đã trở thành một điểm thu hút du lịch phổ biến của thành phố Istanhbul.

## Lịch sử
Sau hòa ước Zsitvatorok và kết quả bất lợi của cuộc chiến tranh với Ba Tư, Sultan Ahmed I đã quyết định xây dựng một nhà thờ Hồi giáo lớn ở Istanbul để xoa dịu Thượng đế Allah. Đây là lần đầu tiên Thánh đường Hồi giáo đế chế được xây dựng trong hơn bốn mươi năm. Trong khi những tiên đế của ông đã trả tiền cho các nhà thờ Hồi giáo của họ bằng chiến lợi phẩm của họ, Sultan Ahmed I đã phải rút tiền từ ngân khố, bởi vì ông đã không giành được bất kỳ chiến thắng đáng chú ý nào. Điều này đã kích động sự giận dữ của ulema, các học giả luật lệ Hồi giáo.
Nhà thờ Hồi giáo được xây dựng trên vị trí của cung điện của hoàng đế Byzantine, đối diện nhà thờ Hagia Sophia (vào thời gian đó là nhà thờ Hồi giáo tôn kính nhất tại Istanbul) và nơi đua ngựa, một địa điểm có ý nghĩa tượng trưng rất lớn. Phần lớn phía nam của phần còn lại nhà thờ Hồi giáo trên nền móng và hầm của Cung điện lớn. Một số cung điện đã được xây dựng ở đó, đáng chú ý nhất cung điện Sokollu Mehmet Pasa. Các phần lớn của Sphendone (khu khán đài có cấu trúc hình chữ U của trường đua ngựa) cũng bị loại bỏ để nhường chỗ cho nhà thờ Hồi giáo mới.

## Hình ảnh
- Nhà thờ Hồi giáo Sultan Ahmed

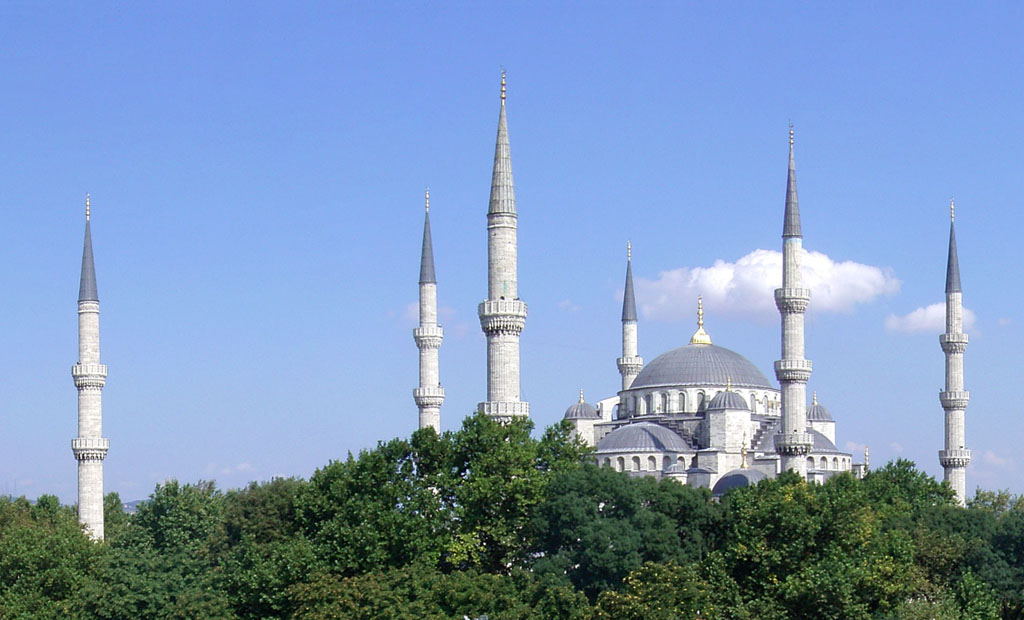
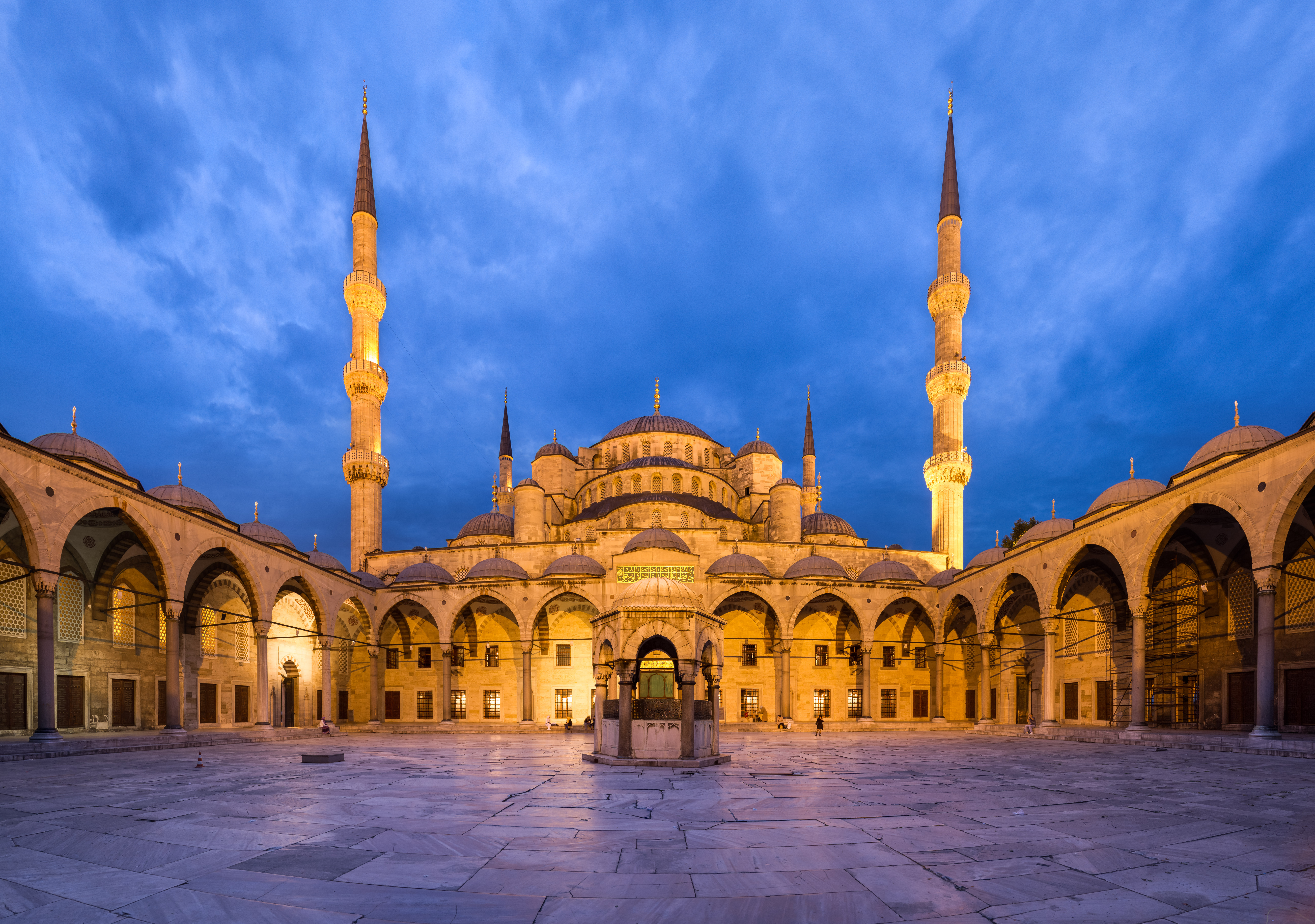
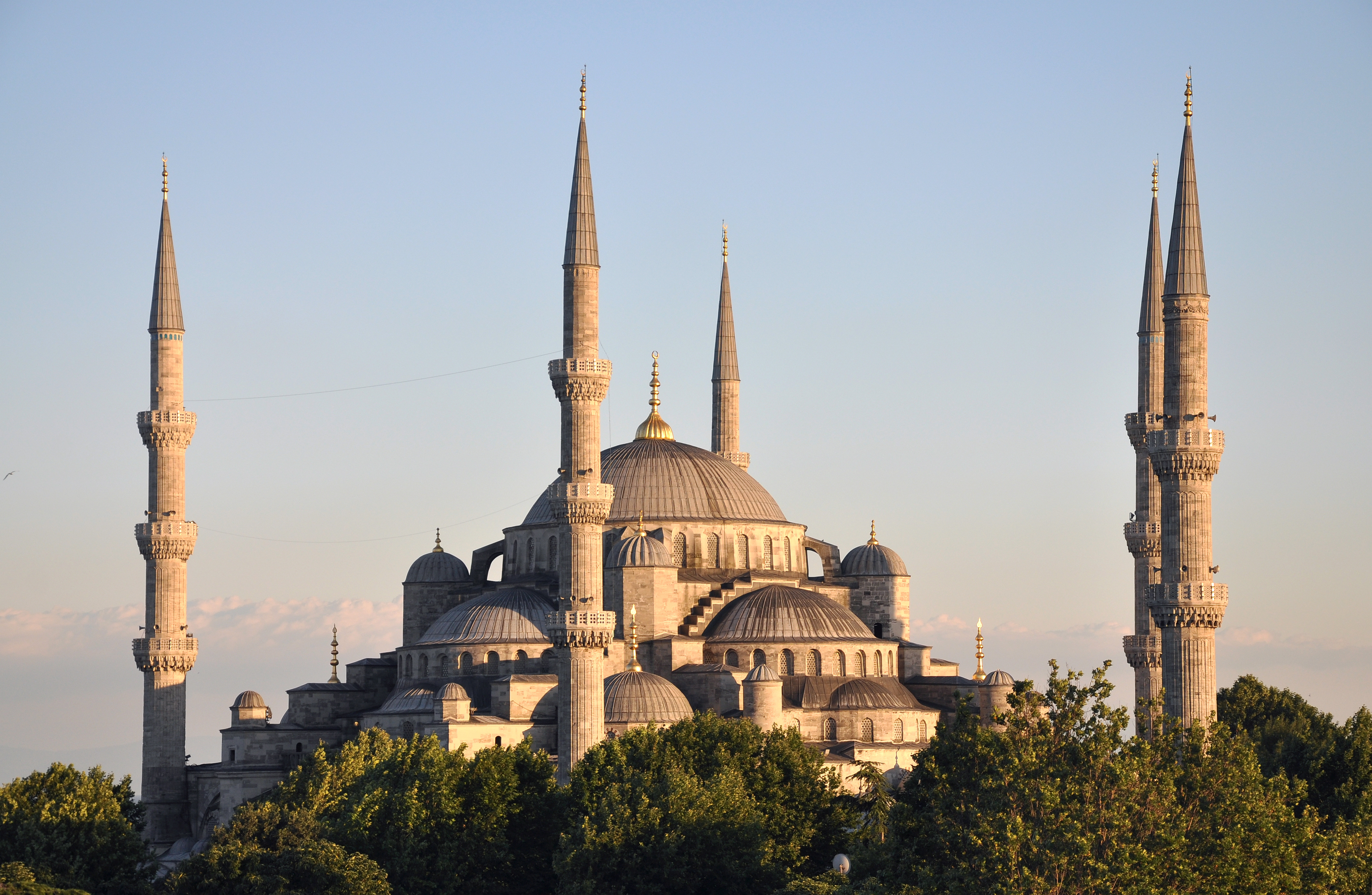
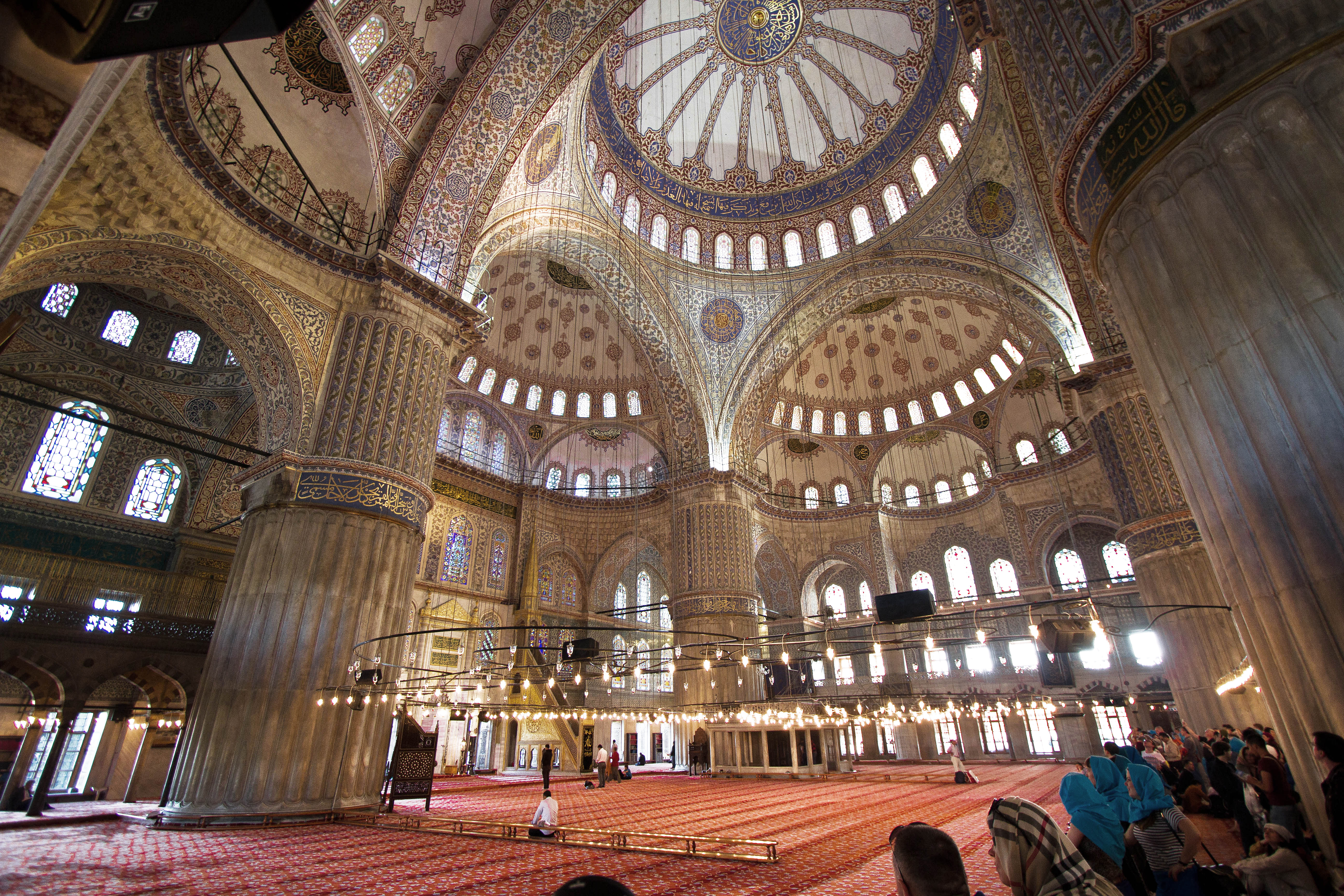
Bên trong
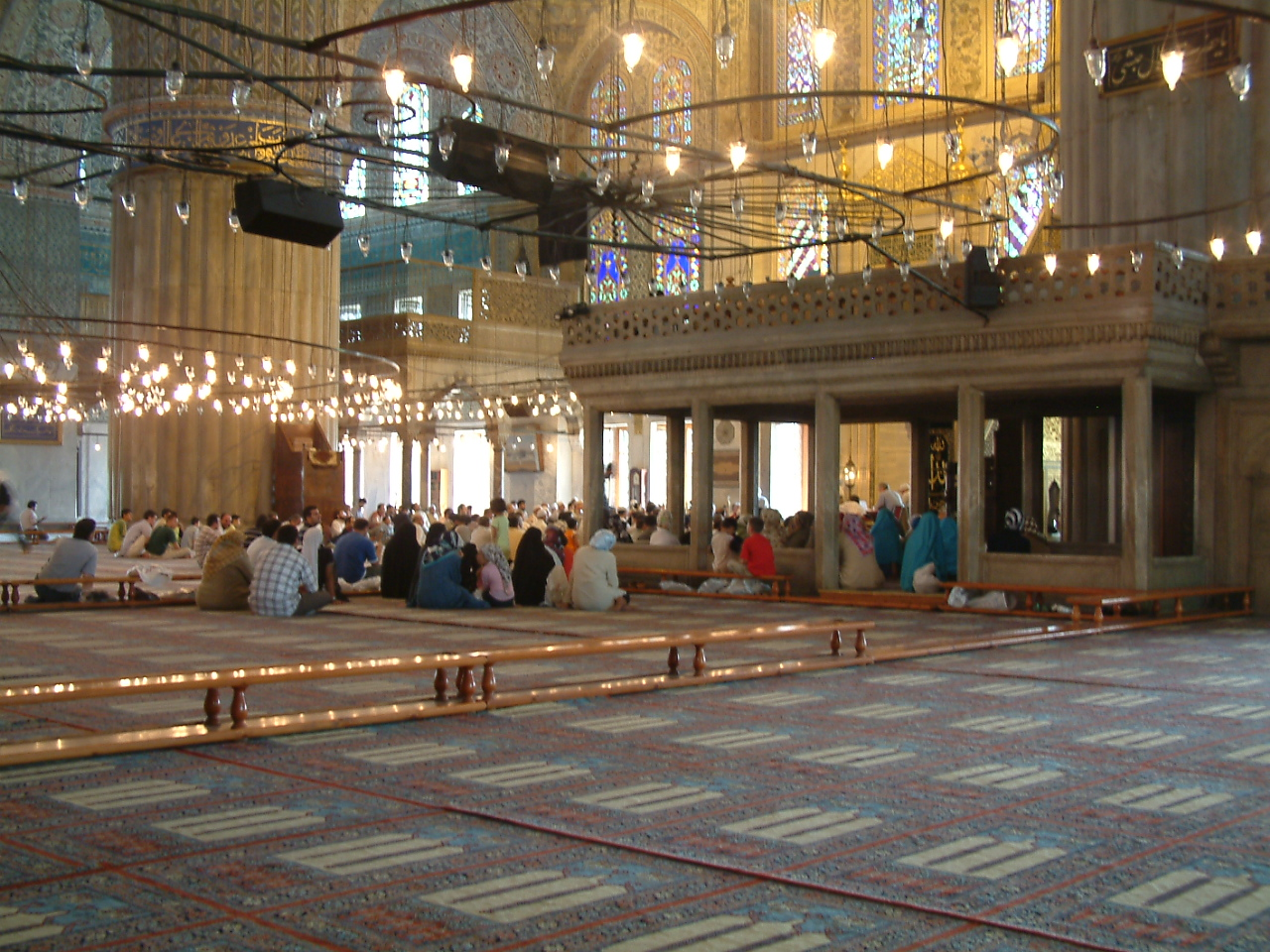
Sảnh cầu nguyện
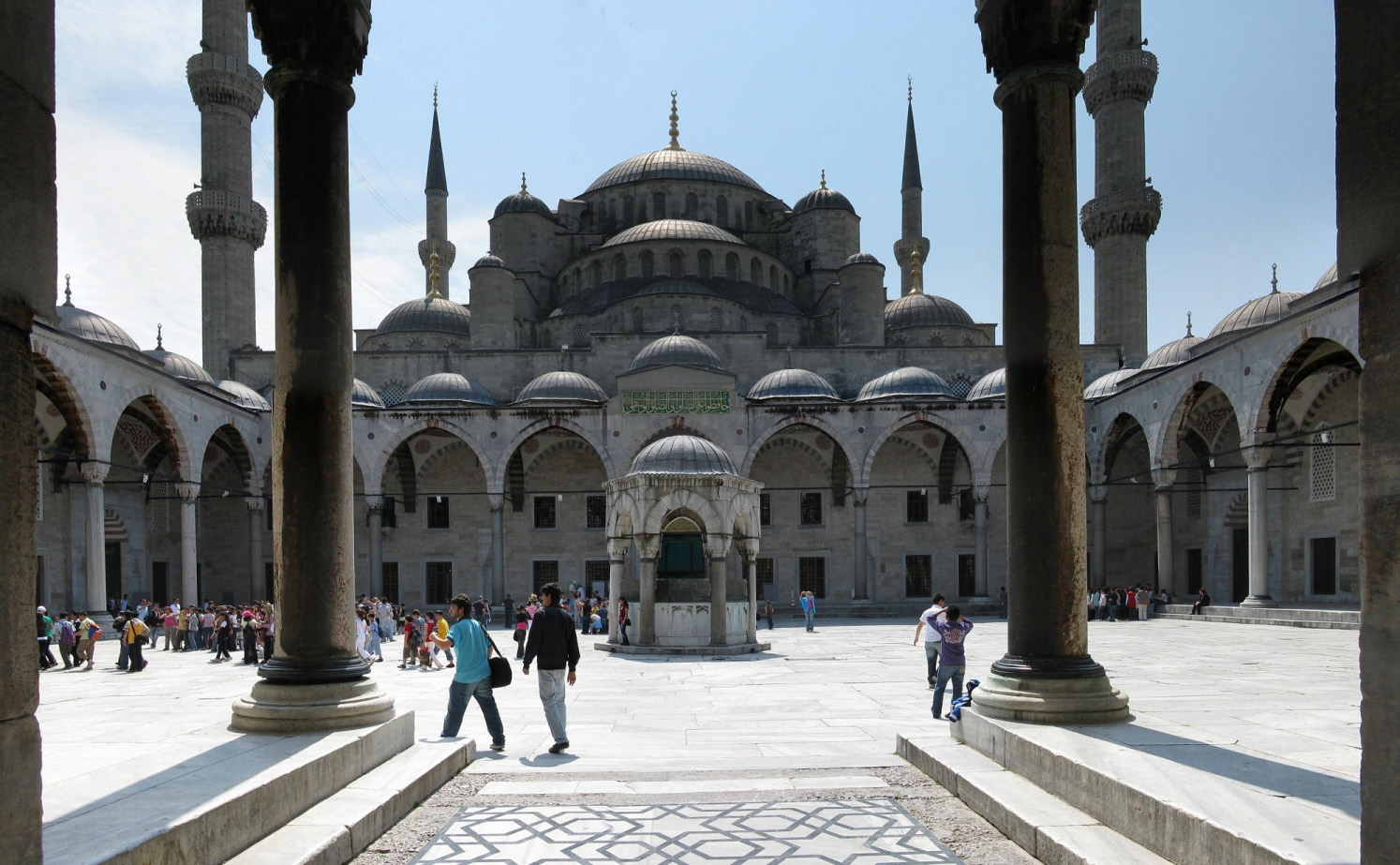
Khuôn viên bên trong